# (33442) 1999 FW18
1999 FW18 (asteroide 33442) é um asteroide da cintura principal. Possui uma excentricidade de 0.14631680 e uma inclinação de 2.81394º.
Este asteroide foi descoberto no dia 22 de março de 1999 por LONEOS em Anderson Mesa.